# Ilex engleriana
Ilex engleriana är en järneksväxtart som beskrevs av Ludwig Eduard Loesener. Ilex engleriana ingår i släktet järnekar, och familjen järneksväxter. Inga underarter finns listade i Catalogue of Life.